# Stolzenhain (Wüstung)
Stolzenhain ist eine untergegangene Siedlung (Wüstung) nahe dem Ort Cunnersdorf bei Königstein (Sächsische Schweiz).

## Geschichte
Über die Geschichte des der Sage nach "besonders schönen Dorfes" ist nur wenig bekannt. Stolzenhain entstand vermutlich als Hammerwerkssiedlung, da in alten Karten die Bezeichnungen "Am Stoltzen hamer" bzw. "stoltzen hamer Born" genannt sind (1592/93). Der Standort befand sich in der Nähe einer ergiebigen Quelle nordöstlich des Lehmhübels, welche als Stolzenhainer Born bezeichnet wird. 1551 ist die Bezeichnung "Stolzenhayn Born", 1591 der Name "Stoltzenhain" nachweisbar. Bereits 1548 wird die frühere Siedlung jedoch nur noch als Waldbezirk erwähnt. Dieser erstreckte sich „fahet sich ahn ahn der Kunersdorffer guttere und Krippenbach und gehet herumb bies ans Lindenhorn - ist ungefehr ein vierteil weges langk und breith“ (er lag also in der Nähe der Bauerngüter von Cunnersdorf und wurde vom Krippenbach und dem Flurstück Lindenhorn begrenzt). 1561 ist noch eine „brethmuhl in dem Stoltzenhain“ im Krippenbachtal erwähnt. Wann und aus welchen Gründen der Ort unterging, ist unbekannt. Wahrscheinlich spielten die abseitige Verkehrslage und wirtschaftliche Gründe eine Rolle.

## Sage
Der Sage nach, welche wahrscheinlich in der Zeit des Dreißigjährigen Krieges entstand, soll eines Tages der Fährmann von Schmilka  noch spätabends einen völlig abgemagerten Fremden in welscher Tracht übergesetzt haben. Der in ein schwarzes Gewand gehüllte Mann mit dünnen knochigen Fingern und eingefallenem Gesicht gab nach dem Erreichen des anderen Elbufers dem Fährmann ein Goldstück als Lohn und verschwand.
Am nächsten Tag brach in den Dörfern des Zschirnsteingebietes die Pest aus. Am schwersten betroffen war Stolzenhain, wo wenig später nur noch der Lehrer und einige Schulkinder überlebten. Doch auch diese starben schließlich an der Seuche und der Ort fiel wüst. Nur alle hundert Jahre kann man nachts im Wald an dieser Stelle den Gesang der Kinder und ihres Lehrers hören.

## Kühlmorgen
Unweit der Wüstung Stolzenhain liegt an der "Gebacknen Birnstraße" in Richtung Lehmhübel eine weitere wüste Dorfstelle. In verschiedenen Karten ist dort die Wüstung Kühlmorgen (auch Kühlemorgen) verzeichnet. Über Gründung, Geschichte und Untergang des Ortes ist nichts bekannt. Die älteste schriftliche Erwähnung stammt aus dem um 1730 erstellten Atlas Augusteus von Adam Friedrich Zürner, in der die Flurbezeichnung "Kahler Morgen" eingetragen ist. Da Morgen der Name eines alten Flächenmaßes ist, gehen jüngere Forschungen davon aus, dass es sich schon immer nur um ein Waldstück gehandelt hat und die Existenz eines Ortes Kühlmorgen ins Reich der Legende gehört.